# Georg von Rauch (Anarchist)
Georg von Rauch (* 12. Mai 1947 in Marburg; † 4. Dezember 1971 in West-Berlin) war in der Studentenbewegung der 1960er Jahre aktiv und danach Angehöriger der linksradikalen militanten Szene in West-Berlin. Er starb bei einem Schusswechsel mit der Polizei.

## Leben
Georg von Rauch war der jüngste Sohn des deutschbaltischen Osteuropa-Historikers Georg von Rauch, der zunächst in Marburg und ab 1958 als Professor an der Universität Kiel lehrte.
Rauch musste 1961 aus disziplinarischen Gründen die Kieler Gelehrtenschule verlassen und an das Zinzendorf-Gymnasium in Königsfeld im Schwarzwald wechseln. Aus dem Alumnat 1965 verwiesen, legte er dort 1966 das Abitur extern ab. Unmittelbar danach heiratete Rauch die Malerin Illo Wittlich (1935–2024) und nahm ein Studium der Philosophie an der Christian-Albrechts-Universität zu Kiel auf. Im Jahr 1967 wurde er Vater einer Tochter. Nach der Erschießung des Studenten Benno Ohnesorg am 2. Juni 1967, die zur Aufheizung des politischen Klimas in der Bundesrepublik Deutschland beitrug, wechselte der politisch sehr interessierte Rauch an die Freie Universität Berlin. Bald nach seiner Ankunft in Berlin trat Rauch in den Sozialistischen Deutschen Studentenbund ein und engagierte sich in verschiedenen linken Initiativen, vor allem auf dem Gebiet der Bildungspolitik sowie in der Protestbewegung gegen den Vietnamkrieg. Hier radikalisierte er sich zunehmend.

## Wielandkommune
In dieser Zeit lebte Georg von Rauch in einer Kommune in der Wielandstraße in Berlin-Charlottenburg. Hauptmieter der betreffenden Wohnung war der Rechtsanwalt Otto Schily. Die als „Wielandkommune“ bekannt gewordene Gruppe von etwa 10 bis 20 Personen, der neben Rauch auch sein Freund Michael „Bommi“ Baumann angehörte, praktizierte dabei nach dem Vorbild der Kommune 1 einen bewusst antibürgerlichen Lebensstil. Man begriff sich als Avantgarde einer grundlegenden gesellschaftlichen Veränderung. Drogenkonsum und sexuelle Experimente waren an der Tagesordnung; den Lebensunterhalt bestritt man unter anderem durch den Raubdruck und Verkauf sozialistischer Schriften.

## Selbstverständnis als Stadtguerillero
Aus der Wielandkommune heraus bildete sich schließlich ein loser Kreis, für den der Konsum von Haschisch und Ladendiebstahl zum Ausgangspunkt für weitergehende Angriffe auf die bestehende Gesellschaftsordnung wurden. Die Ereignisse des Jahres 1968, insbesondere das Attentat auf Rudi Dutschke am 11. April 1968 und das harte Vorgehen der französischen Polizei im Pariser Mai, leisteten der Radikalisierung Vorschub und führten zum Bruch mit dem Staat. Angeregt von der Stadtguerilla-Idee der Tupamaros in Uruguay, mit einer antiimperialistischen und sozialrevolutionären Einstellung, schlussfolgerte man im Umkreis der Wielandkommune, dass nur eine „Avantgarde“ revolutionärer Kämpfer in den Großstädten des Westens zu „wahren Verbündeten der Befreiungsbewegungen in der Dritten Welt“ werden könne. Nach Angaben eines Freundeskreises zog Rauch sein politisches Selbstverständnis aus Theorie und Praxis des historischen Anarchismus.
Als Voraussetzung für das Funktionieren der Aktionen solcher Gruppierungen wurde die Aufgabe der letzten Rudimente einer bürgerlichen Existenz (wie etwa einer festen, offiziellen Wohnadresse) und die Bereitschaft zur Anwendung von offener Gewalt gegenüber Repräsentanten und Institutionen des Staates und seiner „Verbündeten“ betrachtet. Der aus der Wielandkommune hervorgegangene Kreis von Stadtguerilleros, zu dessen aktivsten Mitgliedern Rauch und Baumann gehörten, bezeichnete sich dabei in bewusst ironischer Brechung bald als Zentralrat der umherschweifenden Haschrebellen. Als Mitglied dieses sogenannten Zentralrats, der ideologisch und personell zu einer der wichtigsten Vorstufen der Bewegung 2. Juni werden sollte, war Rauch nicht nur rein gedanklich in den Untergrund gegangen, sondern verübte in den folgenden drei Jahren auch schwere Straftaten. Rauch reiste zusammen mit Ina Siepmann, Albert Fichter, Dieter Kunzelmann und Roswitha Lena Conradt Ende September 1969 nach Jordanien und ließ sich dort ab dem 5. Oktober in einem Camp der Al-Fatah an Schusswaffen und im Bau von Zeitbomben ausbilden. Es entstand der Plan, in Berlin eine Gruppe für den „bewaffneten Kampf“ gegen den „US-Imperialismus“ und den „Zionismus“ zu bilden. Gemeint waren damit Terrorakte mit Brandbomben gegen verschiedene Einrichtungen, die als Mittel zur Unterdrückung der Palästinenser und anderer Völker betrachtet wurden.
Nachdem Georg von Rauch, Thomas Weisbecker und „Bommi“ Baumann (u. a.) den Quick-Journalisten Horst Rieck zusammengeschlagen hatten, wurde Rauch am 2. Februar 1970 verhaftet. Er wurde wegen Nötigung, Körperverletzung und versuchten schweren Raubes angeklagt.
Am 8. Juli 1971 gelang ihm die Flucht. Die genaueren Umstände wurden in der linken Sympathisantenszene bald unter dem Schlagwort „Verwechslungs-go-out“ legendär: Von Rauch musste sich an diesem Tag zusammen mit Baumann und Weisbecker wegen des Überfalls auf Rieck vor dem Kriminalgericht in Berlin-Moabit verantworten, die Verhandlung wurde allerdings vertagt. Rauch und Weisbecker, die sich ähnlich sahen, hatten im Gerichtssaal ihre Rollen vertauscht, was offenbar niemandem aufgefallen war. Als daher der Richter Baumann und Weisbecker im Gegensatz zu ihrem Mitangeklagten Haftverschonung gewährte und die beiden aufforderte, den Gerichtssaal zu verlassen, konnte Rauch unbemerkt an Stelle Weisbeckers aus dem Justizgebäude spazieren. Als Weisbecker später seine Identität preisgab, wurde auch er entlassen, bald darauf jedoch mit einem weiteren Haftbefehl wegen Strafvereitelung erneut gesucht.

## Tod

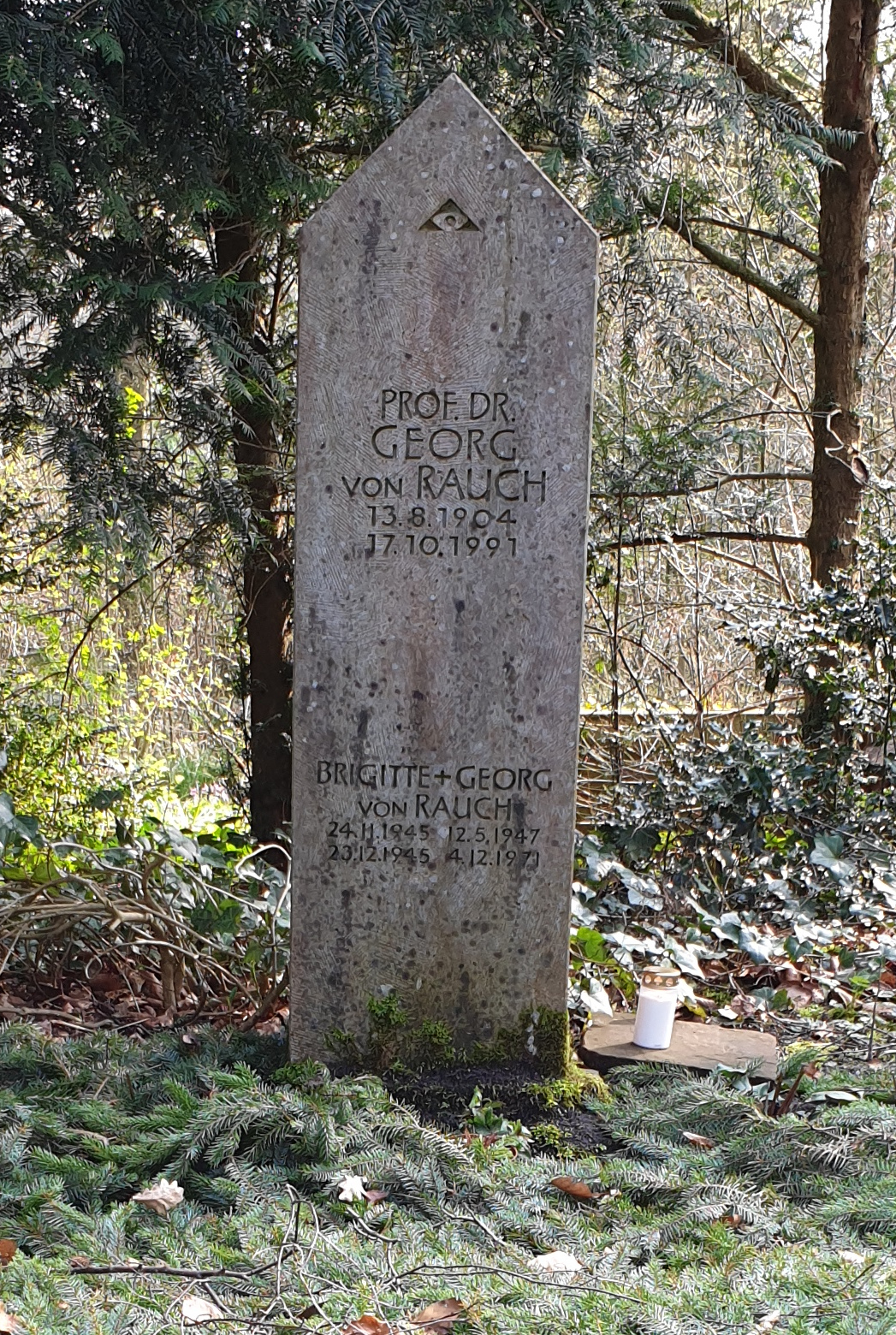
Grabstätte Georg von Rauch

Nach fünf Monaten auf der Flucht wurde Georg von Rauch am Abend des 4. Dezember 1971 in der Eisenacher Straße, Nähe Mündung Kleiststraße, in Berlin-Schöneberg von Zivilfahndern gestellt und von einem Polizeibeamten bei einem Schusswechsel tödlich in den Kopf getroffen.
Rauch hatte zuvor zusammen mit „Bommi“ Baumann, Hans Peter Knoll und Heinz Brockmann versucht, einen gestohlenen Ford Transit umzuparken, der bereits unter Observation von Polizei und Verfassungsschutz stand. Nach Angaben der Behörden kam es bei dem Versuch der Festnahme zu dem Schusswechsel, bei dem von beiden Seiten insgesamt etwa 25 Schüsse abgegeben worden seien. Dabei hätten die Gestellten, die außer Rauch schließlich entkommen konnten, das Feuer eröffnet.
Baumann sagte in einem Spiegel-Interview zwei Jahre darauf, Rauch habe zuerst geschossen; die Ermittler hätten fast gleichzeitig gefeuert. Auch er selber habe geschossen. Diese Aussagen bestätigten die Darstellung der Justiz im Wesentlichen. In seinem Buch Wie alles anfing schrieb er 1975: „Heute muß ich sagen, daß ich nicht mehr weiß, wer die Knarre zuerst gezogen hat. Ich glaubte, es war Georg, aber nach dem ganzen Durcheinander kann ich mich nicht mehr richtig erinnern.“
Georg von Rauch ist auf dem Parkfriedhof Eichhof bei Kiel beigesetzt.

## Nachwirkung
Rauch wurde bald nach seinem Tod für Sympathisanten zu einer Art Märtyrer. Unter anderem wurde das von der Hausbesetzerszene in Beschlag genommene ehemalige Schwesternwohnheim des Bethanien-Krankenhauses in Berlin-Kreuzberg von seinen Besetzern in „Georg-von-Rauch-Haus“ umbenannt. Diesem widmete die Rock-Band Ton Steine Scherben um ihren Frontmann Rio Reiser 1972 den Rauch-Haus-Song. Auch die Terrororganisation Bewegung 2. Juni bemühte sich, sein Andenken hochzuhalten.
In der Linken wurde die Erschießung als Mord rezipiert, was mehrere Ermittlungsverfahren wegen Beleidigung zur Folge hatte. Wegen eines Leserbriefes von Erich Fried im Spiegel, in dem er die Tötung einen „Vorbeugemord“ nannte, wurden Fried und die zuständige Redakteurin Heike von der Osten wegen Beleidigung angeklagt und 1974 freigesprochen. 1975 wurde Klaus Wagenbach in zweiter Instanz wegen Beleidigung verurteilt, nachdem er im Hinblick auf die Tötungen von Benno Ohnesorg und von Rauch von „Mord“ gesprochen hatte.